# M/S Suokki

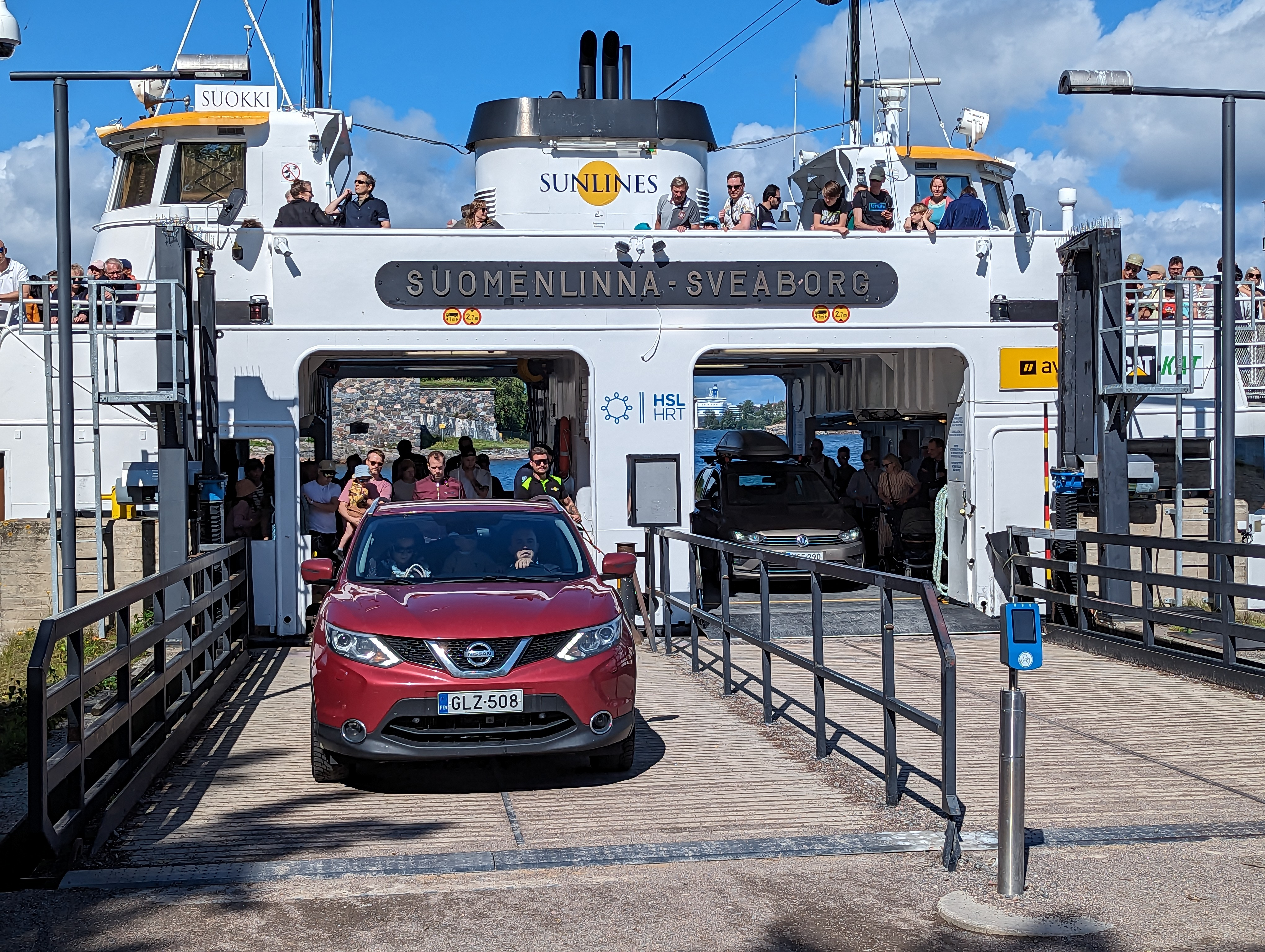
Avkörning från färjan vid Sveaborgs pir

M/S Suokki är en finländsk bil- och passagerarfärja, som byggdes 1951 som M/S Soumenlinna-Sveaborg för Sveaborgs Trafik Ab i Helsingfors av Valtion Metallitehdat på Sveaborgs varv i Helsingfors för lokaltrafik mellan Sveaborg och Salutorget i Helsingfors.
Färjan har sedan våren 1952 trafikerat traden Helsingfors centrum-Sveaborg. Sveaborg-Sveaborg. Sveaborgs Trafik Ab sålde 2004 färjan till Sun Lines efter det att färjans ersättare M/S Suomenlinna II färdigställts. Fartyget döptes då om till Suokki, finskt smeknamn för Suomenlinna, men har fortsatt att trafikera samma rutt. 
Fartyget hade ursprungligen en brittisk femcylindrig Crossley HRL5 dieselmotor på 450 hästkrafter. År 1962 byttes motorn till en dansk tvåtaktsdieselmotor. M/S Suokki totalrenoverades 2012, varvid installerades två motorer med lägre utsläppsvärden. För uppvärmning hade färjan ursprungligen en vedeldad, senare oljeeldad, ångpanna. 